# اغتيال المبحوح
اغتيل محمود المبحوح أحد أعضاء كتائب عز الدين القسام يوم 3 صفر 1431 هـ الموافق 19 يناير 2010 بفندق في مدينة دبي عن عمر ناهز 50 عاما. وقد تم اغتياله بعد صعقه كهربائيًا داخل غرفته ومن ثم جرى خنقه حتى لفظ أنفاسه دون أن تظهر أي اصابات على جسده، لكن تشريح الجثة كشف عن آثار للسم في جسده. يذكر أن المبحوح تعرض لأربع محاولات اغتيال قبل هذه العملية.

## الدوافع
حسب الإسرائيليين كان دور المبحوح «رئيسيا» في مساعي حماس لتهريب الصواريخ وغيرها من الأسلحة إلى قطاع غزة الذي تسيطر عليه حماس، وأنه كان عنصرا إستراتيجيا بالنسبة لحماس فيما يتعلق بالتسليح من إيران، حيث تتهم إسرائيل إيران بتزويد حماس بالأسلحة بحرا وبرا من خلال السودان ومصر.
ورفض مسؤولو حماس تحديد ماذا كان يفعل المبحوح، الذي كان يعيش لفترة طويلة في العاصمة السورية دمشق، في منطقة الخليج أو ماذا كان دوره. ووصفوه بأنه «شخصية قيادية عسكرية»، وقال مصدر من حماس أنه ظل يعمل حتى لحظة موته.
حسب الرواية الإسرائيلية كان المبحوح «المطلوب الأول للجيش الإسرائيلي» وبينت أن الموساد حاول في أكثر من مرة اغتياله. وتقول أنه هو من يقف وراء تهريب صواريخ ووسائل قتالية أخرى من إيران إلى قطاع غزة، زاعمة أن شاحنة السلاح التي قصفها الطيران الإسرائيلي في السودان عام 2009، كان هو من يقف خلفها، على اعتبار أنها كانت تتجه لغزة. كما ساهم في تشكيل كتائب عز الدين القسام، وأسر وقتل جنديين إسرائيليين.

### محاولة اغتيال سابقة
حسب شرطة دبي ليست هذه أول مرة يتم فيها تعقب المبحوح. فقبل ذلك ببضعة أشهر جاءوا للتحقق من أن الحديث عن الشخص الذي يبحثون عنه وكي يدرسوا تحركاته. ابلغ الفريق الذي أُرسل إلى دبي انه قد جرى التعرف على «شاشة البلازما» والتيقن بأنه محمود المبحوح. بعد ذلك بأشهر كما تزعم شرطة دبي، وقعت محاولة اغتيال المبحوح الأولى. فبحسب عرض داخلي أعدته شرطة دبي، زار تسعة اشخاص رُبطت جوازاتهم بعملية الاغتيال دبي على نحو مركز بين السادس والثامن من نوفمبر/تشرين الثاني 2009.
تعقب ذلك الفريق المبحوح وحاول اغتياله بادخال سُم في جسمه. ما زال من غير الواضح كيف نُفذت هذه المحاولة الأولى. تخمينات شرطة دبي أن السم أُدخل في شراب قُدم اليه أو بطريق مس قطعة أثاث في حجرته. كان يفترض ان يتغلغل السُم في دم المبحوح وان يقتله في ساعات معدودة. يعتقدون في شرطة دبي ان اختيار طريقة العمل هذه ينبع من الرغبة في تنفيذ «اغتيال هاديء»، يتبين بعد أن يكون المغتالون خارج الدولة بكثير. أما «الاغتيال الضاج» بتفجير أو بنار قناص فسيفضي فورا إلى اغلاق المطارات والموانيء ومطاردة واسعة للمغتالين.
تبين بعد ذلك أن المبحوح مرض حقا في تشرين الثاني. يصف أخوه أنه شعر في ذلك الوقت أنه ليس على ما يرام بل فقد وعيه ساعات طويلة. لم يتابع مخططاته كالعادة بل عاد إلى دمشق حيث التقى طبيبه الذي شخص غيبوبته العجيبة باعتبارها «مرض القُبلة». تلقى المبحوح التشخيص ولم يفسر الحادثة بأنها محاولة اغتيال. وتقدر شرطة دبي ان محاولة الاغتيال الهادئة بغير اتصال مباشر بالهدف جعلت الفريق يُغير خطة العملية بأن تكون «اغتيالا هادئا» لكن من قريب وان تشتمل على «تأكد من القتل»، كي تطفأ «شاشة البلازما» نهائيا هذه المرة.

## الاغتيال

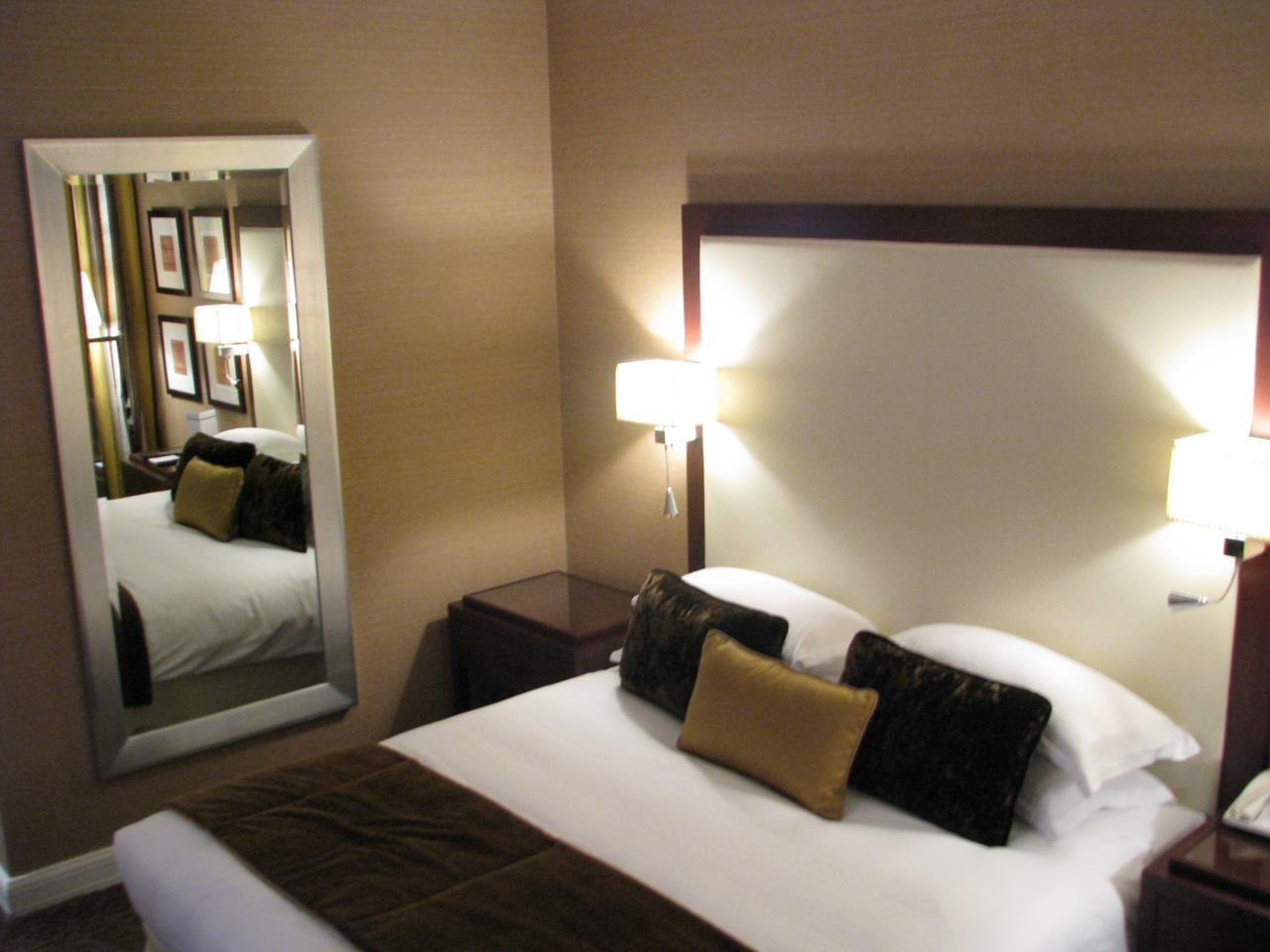
غرفة بفندق البستان روتانا التي قضى فيه المبحوح نحبه.

وصل المبحوح يوم اغتياله إلى دبي قادما من دمشق بجواز سفر عراقي أو فلسطيني مزور باسم محمود عبد الرؤوف محمد حسن، وكان ينتقل من دولة إلى دولة تحت غطاء تاجر دولي ونزل فندق البستان روتانا ثم ذهب لحضور اجتماع في القنصلية الإيرانية. عاد بعده إلى غرفته حيث كمن له القتلة وصعقوه الكهرباء وحقنوه سما قبل أن يخنقوه بالوسادة ليلقى حتفه. قام الجناة بعدها بترتيب الغرفة لتظهر الوفاة كما لو كانت طبيعية ومن ثم غادروا دبي متوجهين لمدن أوروبية وآسيوية. أعلنت حماس يوم 20 يناير 2010 أن المبحوح توفي نتيجة مرض عضال ولم يعلن أي من أطراف القضية سواء حماس أو شرطة دبي أو الموساد أن الوفاة ناجمة عن اغتيال، حتى وجهت حماس بعد عشرة أيام من وفاة الرجل اتهاماً للموساد باغتياله في دبي استنادا إلى معلومات من شرطة الإمارات قالت فيها أن أوروبيين كانوا خلف جريمة الاغتيال.

## التسلسل الزمني

### يوم الاثنين 18 يناير 2010
وصل 27 شخص في رحلات جوية من ست دول مختلفة في أوروبا يحملون جوازات سفر غربية (12 منهم بريطانيون و6 أيرلنديون و4 أستراليون و4 فرنسيون و1 ألماني) واجتازوا التفتيشات سهولة. هبط ثلاثة منهم في ساعات الصباح و«تقاطر» الباقون حتى ساعات الليل في جماعات صغيرة تبلغ الواحدة ستة أشخاص. انتظر الأشخاص الـ 27 شخصا واحدا. كانوا يسمونه باسمه الشيفري «شاشة البلازما»، والمقصود هو الضحية المبحوح.
طوال ساعات الصباح وصل أعضاء الفريق الـ 24 دبي، والثلاثة الآخرون هم قادة العملية. في الساعة 2:09 بعد منتصف الليل هبط اثنان منهم: «غيل بوليرد» و«واين دابرون». وسافرا إلى فندقيهما وسُجلا في الاستقبال. طُلب اليهما أن يبرزا جواز سفر أثناء التسجيل وبطاقة الاعتماد لتغطية نفقات الغرفة. وجد كلاهما تعليلا ما للدفع نقدا.
بعد عشرين دقيقة من هبوطهم، هبط في دبي أيضا من هو في تقدير الشرطة المحلية قائد العملية الميداني: «بيتر الفنغر».
في الحال بعد أن اجتاز فحص جوازات السفر قام بما يسمى باللغة المهنية «مسارا» وهو حيلة للكشف عن التعقب وبلبلة المتعقِب. يبدو «المسار» الذي يقوم به «بيتر» كمأخوذ من دورة في مدرسة للتجسس: فهو يخرج من باب المطار ويقف وينتظر ثلاث دقائق وينقلب على عقبيه ويعود من الباب نفسه للقاء مخطط له سلفا مع رجل آخر من الفريق جاء قبل ذلك في سيارة. استمر الحديث بينهما أقل من دقيقة وغادرا في اتجاهين مختلفين. سافر بيتر في سيارة أجرة إلى فندقه. 27 شخصا ينتظرون على اهبة الاستعداد قدوم «شاشة البلازما».

### يوم الثلاثاء 19 يناير 2010
في الواحدة والنصف ظهرا ترك «كواين دابرون» منفذ «المسار» الحجرة في فندقه وبعد ذلك بربع ساعة دخل فندقا ثاني. دخل كواين المرحاض أصلع وخرج منه مع باروكة. ثم سببان لتنفيذ «المسار»: الأول التحقق من أن أحدا لا يتعقبه؛ والثاني تبديل الشخصيات بين المراحل المختلفة في العملية (التنكر في هذه الحالة).
ينتقل كواين في تنكره الجديد من «الفندق الثاني» إلى فندق ثالث. يجلس وينتظر اثنين آخرين من أعضاء الفريق يلتقيان به هناك. تم في هذا الفندق اللقاء الثاني مع أعضاء الفريق المتقدمين في حين كانوا ينتظرون ظهور «شاشة البلازما».
في تلك الأثناء انتظروا الساعة الثالثة. أعضاء الفريق يعلمون أن «شاشة البلازما» في الرحلة الجوية لكنهم لا يعلمون أي فندق اختار النزول فيه. هذه معلومة حاسمة من أجل العملية بطبيعة الأمر لان كل فندق تختلف حراسته عن الآخر وطرق الهرب منه مختلفة.

### يوم الثلاثاء 19 يناير الساعة 15:35 بعد الظهر
هبط المبحوح في نهاية الأمر، وفي الساعة 15:35 وقع الجواب عن السؤال الحاسم «في أي فندق سينزل» فـ «شاشة البلازما» ينزل في فندق البستان روتانا. يتلقى أعضاء الفريق الموزعون على الفنادق الأخرى النبأ ويغادرون. دخل اثنان من أفراد الفريق انتظرا في فندق البستان يلبسان ملابس تنس المصعد وراءه كي يفحصا في أي طبقة ينزل وأي غرفة يدخل. صورت عدسة تصوير واحدا منهما يمر به في الممر ويفحص عن رقم الغرفة 230 ويعود إلى المصعد.
في تلك الأثناء نفذت «غيل بوليرد» أيضا «مسارا». تترك الفندق الذي أمضت فيه الليلة وتذهب إلى «الفندق الثاني»، تدخل نفس المراحيض وتُبدل باروكة ازاء عدسة التصوير نفسها مثل «كواين». ومن هناك تمضي إلى «فندق الثالث» حيث تلتقي كواين وبيتر وآخرين من أعضاء الفريق.

### يوم الثلاثاء 19 يناير الساعة 16.10 بعد الظهر
بعد أن أبلغ لاعبي التنس ان المبحوح موجود في الغرفة 230 ترك القائد بيتر الفندق الثالث وانتقل إلى فندق مجاور نفذ منه مكالمتين هاتفيتين الأولى إلى فندق البستان كي يحجز على الخصوص غرفة قريبة من ممر المبحوح (237). والمكالمة الثانية ليحجز رحلة جوية إلى ميونيخ عن طريق قطر.
بعد الساعة الرابعة بقليل يوزع اللقاء في الفندق الثالث ويسافر جميع الحاضرين في سيارات أجرة إلى فندق البستان. كان «شاشة البلازما» قد خرج في تلك الأثناء إلى مجمع تجاري قريب وسجل فريق التعقب التفاصيل عن السيارة التي ركبها.
خرج المبحوح من المجمع التجاري إلى سلسلة لقاءات في المدينة. تقول جهات خبيرة بالقضية أنه تمت هذه اللقاءات مع أناس اتصال محليين ومصرفي ساعدوا المبحوح على نقل الأموال الدولية التي أدارها.
في الساعة 16:45 ينزل كواين في الغرفة 237 مع المعدات التي كانت كما يبدو في حقيبة بيتر وبعد ذلك بدقائق معدودة تأتي «غيل» التي تصعد نحو الغرفة مباشرة. بعد ذلك بنصف ساعة تصور آلة التصوير مقاتلا آخر ينضم إلى كواين وغيل. ولسبب غير واضح دخل ردهة الفندق أصلع يلبس قبعة وبدأ بعد ذلك فورا وهو يصعد نحو الغرفة وعلى رأسه باروكة.
في 18:30 دخل رجلان الفندق. وكانوا جميعا مع قبعات بيس بول تخفي وجوههم وجميعهم يحملون الحقائب. تشك شرطة دبي بأنهم هم الأشخاص الذين نفذوا الاغتيال بالفعل برغم أن من المحتمل افتراض ان واحدا منهم على الاقل كان خبيرا باختراق الأبواب. توجهوا مباشرة إلى المصاعد وارتفعوا نحو الغرفة 237. في تلك الأثناء تبدلت فرق التعقب، وفي 18:43 بعد اربع ساعات من ظهور لاعبي التنس في ردهة الفندق لأول مرة غادروا الردهة آخر الامر.
في 19:30 غادر بيتر دبي وقد انتهى دوره في العملية. ومنذ تلك اللحظة تولى كواين وغيل زمام الامور.

### يوم الثلاثاء 19 يناير الساعة 20 مساء
تحل ساعات المساء وما يزال المبحوح في لقاءاته خارج فندق البستان، وفي الساعة 20:00 بدأت مرحلة التطبيق من العملية. خرج كواين وغيل من الغرفة 237 ينظران في الرواق. تقدم واحد من أربعة أعضاء الفريق الذين تخلفوا نحو باب غرفة المبحوح. تشهد تسجيلات النظام الإلكتروني في الفندق بأنه قد تم في هذه الساعة عملية اختراقية ما للقفل الإلكتروني للغرفة 230 للتمكين من دخول الغرفة بمساعدة المفتاح الإلكتروني الذي كان في أيدي فريق الاغتيال. تُمكن هذه العملية من دخول الغرفة والخروج منها من غير اختراق للقفل حقا. ولم تترك على باب المبحوح علامات خارجية. يتأهب الجميع للحظة فقد دخل سائح غافل الطبقة وتوجه نحو الرواق. توجه كواين اليه فورا وشغله بمحادثة سخيفة في حين كان فريق اختراق الغرفة يعمل.
في 20:24 عاد المبحوح إلى الفندق ودخل غرفته مباشرة وهناك في الداخل التقى فريق الاغتيال. غيل وكواين يروحان ويجيئان في الرواق ازاء عدسات التصوير للتحقق من أن الرواق فارغ. استمرت العملية كلها نحوا من عشرين دقيقة خرج بعدها أربعة أعضاء فريق الاغتيال (بدلوا بينهم لسبب ما القبعات) وغادروا الفندق. وتركوا باب غرفة المبحوح مغلقا من الداخل بقفل وسلسلة.

### 20 يناير 2010 في الصباح
بعد محاولات مكررة من عاملة الفندق لدخول الغرفة لتنظيفها استدعت افراد الحراسة. اخترق الباب وظهرت جثة «شاشة البلازما» على السرير وهو يلبس سراويل سوداء قصيرة فقط. لم يُعرف في البدء (بسبب جوازه المزور) وظهر في البدء ان سبب الموت طبيعي. بعد ذلك بعشرة أيام بدأ الحديث عن اغتيال وبدأ التحقيق.

## التحقيقات
كشف قائد شرطة دبي عن تورط 26 شخصا في الجريمة وأن الجناة هم 6 إيرلنديين و 12 بريطانيا و 4 فرنسيين و 3 أستراليين وألماني إضافة لفلسطينيين متهمين بالوشاية، وجميعهم وصلوا دبي قبل المغدور مبينا أن أمن الرجل تعرض لـ""اختراق كبير"". وقال ضاحي خلفان أن بعض الجناة تنكروا على هيئة لاعبي كرة مضرب وأنهم أتموا جريمتهم في أقل من ثلث ساعة وغادروا دبي في أقل من 24 ساعة قبيل اكتشاف الجثة. كما صرح الفريق ضاحي أن الجناة نزلوا عدة فنادق ومنهم من تبع المبحوح منذ وصوله دبي حتى دخوله غرفته، بل وركب معه نفس المصعد وأبان أنهم قد قاموا بمحاولتين لدخول غرفته أثناء غيابه. كما أبان أن من المشتبه بهم في الجريمة فلسطينيان فرّا إلى الأردن لكن تم اعتقالهما وتسليمهما لشرطة الامارة.
أكد قائد شرطة دبي الفريق ضاحي خلفان في حوار نشرته صحيفة الرأي الأردنية بالتزامن مع جريدة الشرق القطرية، من تحول الخليج إلى منطقة صراع مخابراتي بين إيران والغرب. وكشف عن وجود «خليجيين موساديين مؤجرين لأهداف إسرائيلية». مؤكدا صحة ما نشرته صحيفة يديعوت الإسرائيلية بأن هناك العديد من الجواسيس الذين يعملون لمصلحة الموساد في الخليج، يحملون جوازات سفر أوروبية، ويعملون في شركات متعددة وبوظائف مختلفة.

### جوازات سفر مزورة
حض وزير الخارجية البريطاني في فبراير إسرائيل على التعاون التام مع تحقيق دولي في استخدام جوازات سفر مزورة في مقتل المبحوح. وكشف وزير الخارجية البريطاني ديفيد ميليباند في شهر مارس أمام البرلمان، ان ثمة أسبابا قوية تدعو للاعتقاد بأن إسرائيل مسؤولة عن إساءة استعمال جوازات سفر بريطانية في القضية، وقال انه طلب تأكيدا يكفل ألا تكرر إسرائيل ذلك. وأضاف طلبت أبعاد موظف في السفارة الإسرائيلية من المملكة المتحدة بسبب هذه القضية. في 24 مارس 2010 طردت بريطانيا دبلوماسيا إسرائيليا يتصل باستخدام جوازات سفر بريطانية مزورة، على أيدي الأشخاص الذين يشتبه بأنهم نفذوا عملية اغتيال المبحوح.
وأخبرت بريطانيا الحكومة الإسرائيلية أنه لن يكون مسموح لها إرسال دبلوماسي آخر بدل الذي تم طرده والذي تم الكشف عن أنه يعمل في الموساد، ما لم تقدم تل أبيب ضمانات علنية بأن وثائق المواطنين البريطانيين لن تستخدم مرة أخرى في عمليات سرية.
كشف تقرير قدم إلى حكومة دبلن عن أن ثمانية جوازات سفر استخدمت في اغتيال محمود المبحوح في دبي تم طبعها أو الحصول عليها من قبل جهاز تابع للحكومة الإسرائيلية، وهي إشارة إلى جهاز الموساد. تحركت الحكومة إثر هذه الأنباء وعقب تحقيق خاص أجرته في هذه القضية وأمرت مسؤولا في السفارة الإسرائيلية في دبلن بمغادرة البلاد.

### تحويلات
بعد أن أعلنت شرطة دبي في وقت سابق أنها حددت 13 حسابا مصرفيا في الولايات المتحدة استخدمها المتهمون
 اكتشف محققون دوليون، وهم خبراء أميركيون شاركوا في التحقيق، أن المتهمين في قضية المبحوح قاموا بتحويلات مالية عبر عدد من شركات الوساطة من خلال حسابات مدفوعة مسبقاً وبطاقات بنكية. وقام الجناة بعمليات تحويل مالية عبر شركات الوساطة إلى حسابات بطاقات ائتمانية استخدمها المشتبه فيهم في اغتيال المبحوح. من الشركات التي كشفها المحققون شركتا «إلانس»، و«رينت أكودر»، وتعملان في الوساطة بين العاملين وأرباب العمل عبر الإنترنت. وهي شركات توظيف تقوم بمساعدة الباحثين عن عمل في إيجاد وظيفة مناسبة ثم الإشراف على تحويل الرواتب من الجهة المستخدمة إلى العامل.
وبعض بطاقات الائتمان التي استخدمها المشتبه بهم في اغتيال المبحوح تعود ملكيتها لشركة بيونير في نيويورك وأصدرها بنك «ميتا» في مدينة ستورم ليك بولاية آيوا الأميركية.

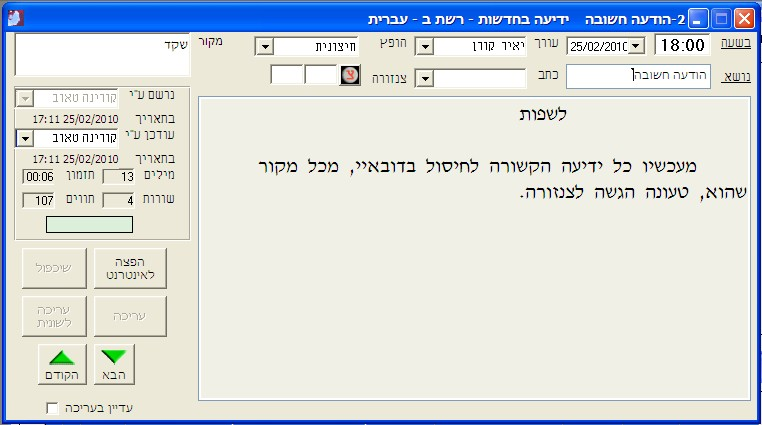
بالعبرية: الرقابة العسكرية الإسرائيلية تطالب وسائل الإعلام بأن تعرض عليها مسبقا أي خبر يتعلق باغتيال المبحوح

### تورط إسرائيل
تبين لاحقاً ان سبعة من المتهمين يقيمون في إسرائيل وان احدهم قد اختفى وتم إصدار اومر أمنية من الشرطة الإسرائيلية للسكان بعدم التصريح لوسائل الاعلام.
ونشبت شبه ازمة لإسرائيل والدول الأوروبية لاستخدام إسرائيل جوازات سفر مزورة لتنفيذ اغتيال المبحوح.
وتصاعدت المطالب في إسرائيل باقالة رئيس الاستخبارات الخارجية الإسرائيلية «الموساد» مئير داغان نتيجة فشلها في اخفاء اثار الجريمة، إلا أن داغان رفض ذلك واعتبره بمثابة اعتراف إسرائيلي رسمي بتنفيذ العملية.
وطالبت الرقابة العسكرية الإسرائيلية وسائل الإعلام المحلية بأن تعرض عليها مسبقا أي خبر يتعلق باغتيال المبحوح، مهما كان مصدره.

## الجناة

### يوري برودسكي
أوقفت شرطة الحدود البولندية في مطار وارسو، في 4 يونيو 2010، يوري برودسكي، كانت أول مرة يعتقل فيها عنصر موساد بموجب مذكرة جلب، التي أصدرتها شرطة دبي بحق المتورطين في قضية المبحوح، بتهمة حيازة جواز سفر ألماني مزور باسم «مايكل بودنهايمر». ساعد برودسكي أحد افراد الكومندوز في الحصول على جواز سفر ألماني عام 2009 بحسب مجلة دير شبيغل الألمانية. حقق القضاء الألماني منذ أشهر في اصل جواز السفر الألماني الأصلي الذي يحمل هوية مزورة واستخدم لتنفيذ عملية الاغتيال.
خلال عملية المطاردة التي قام بها المحققون الألمان استطاعوا الوصول إلى رقم هاتف وبطاقة ائتمان استخدمهما آلكسندر فيرين، ومن خلال المتابعة تم التعرف إلى هويته الإسرائيلية الجديدة، باسم يوري برودسكي. وحين القبض عليه في مطار وارسو عثر المحققون معه على جواز سفر إسرائيلي مدون عليه هذا الاسم حيث اعتقل بناء لمذكرة جلب أوروبية صادرة عن الشرطة الفيديرالية الألمانية للشؤون الجنائية (BKA) بدعوى التجسس فوق الأراضي الألمانية.
سلم جواز السفر في 18 يونيو 2009 في كولونيا (غرب) لرجل قال إن اسمه مايكل بودنهايمر قدم جواز سفر إسرائيلياً صادراً في نهاية.2008 واكد انه يحق له الحصول على جواز سفر ألماني لانه يقيم في كولونيا، ولانه قدم وثيقة زواج والديه الذين تعرضا للاضطهاد على ايدي النازيين.
فور اعتقال برودسكي، تحركت السلطات الإسرائيلية وقامت بتشكيل أزمة خلية تضم عميداً من الموساد تتبعه مجموعة متابعة، توجهت في الساعات التالية إلى وارسو حيث باشرت العمل بالتنسيق مع مدير محطة الموساد في بولندا. كما ضمت اللجنة مندوبا ًمن مكتب رئيس الوزراء بنيامين نتنياهو يتلقى تعليماته منه مباشرة، بالإضافة إلى كبار المسؤولين في وزارات العدل والخارجية والداخلية، وخبراء إعلام من وحدة خاصة شكلتها وزارة الخارجية سابقاً، وهي وحدة مخصصة لمتابعة الأزمات الخارجية. وأطلقت خلية الأزمة خطة طوارئ حدد هدفها الأول بمنع تقديم العميل المعتقل إلى المحاكمة في دبي.
اشترط البولنديين لإطلاق سراح برودسكي أن يقوم الألمان بسحب مذكرة الملاحقة الأوروبية التي أصدروها. يعدها أصدرت المحكمة البولندية في 7 يوليو 2010 قراراً يوافق على تسليم برودسكي إلى ألمانيا ولكن على أساس أن يحاكم بتهمة المشاركة غير المباشرة في تزوير جواز سفر وليس بتهمة التجسس. تم تسليمه لألمانيا في 12 أغسطس وفي اليوم التالي أفرجت محكمة في كولونيا عنه.

بعد 70 يوماً قضاها في زنازين وارسو وكولونيا، وصل يوري برودسكي إلى إسرائيل يوم السبت 14 أغسطس 2010 بعد أن قررت المحكمة الألمانية الإفراج عنه بكفالة ومنحه حرية العودة إلى تل ابيب.
أعربت بعدها حكومة الإمارات عن صدمتها من إطلاق سراح برودسكي، وطالبت ألمانيا بتوضيحات حول ذلك. رفضت الحكومة الألمانية الانتقادت الموجهة وقالت أن قرار الإفراج من اختصاص القضاء والحكومة لم تتدخل فيه.

## ردود الفعل
- الإمارات العربية المتحدة: قال ضاحي خلفان أن القتلة أغبياء وجوازاتهم ليست مزورة وبعضها دبلوماسية وأن إسرائيل متورطة بنسبة 99% في الجريمة.[25] واستدعت الخارجية الإماراتية سفراء الدول الأوروبية المعنية لاطلاعهم على القضية،[26] وصرح وزيرها أن الجريمة انتهاك لأمن الدولة وأنهم عازمون على تقديم الجناة للعدالة، مفصحا عن امتنانه لموقف الاتحاد الأوروبي من العملية.[27] كما صدّرت نشرة بأسماء الجناة وسلمتها إلى الشرطة الدولية.[28]
- فلسطين: اتهمت حماس أجهزة الموساد بالتورط في العملية ومحمد دحلان بالضلوع فيها، مستغربة رفض شرطة دبي التعاون معها في التحقيق،[29] ونافية وجود أي اختراق لصفوفها مفندة أقوال قائد شرطة دبي.[30]
- إسرائيل: نفت أي مسؤولية لها في العملية وأنها تتوقع طي ملف القضية لغياب الأدلة.[31] رامية العرب على لسان وزير خارجيتها بالميل لاتهام إسرائيل بكل شيء يحدث في الشرق الأوسط.[29] كما تهكم أحد أعضاء الكنيست بقائد شرطة دبي قائلا بأنه مهرج.[32]
- المملكة المتحدة و أيرلندا: استدعتا سفيري إسرائيل لديها[33] وفتحتا تحقيقا حول الجوازات المزورة.[34]
- الاتحاد الأوروبي: أدان استخدام جوازات سفر مزروة في العملية دون أن يتطرق لذكر إسرائيل،[35] قائلا أن عملية الاغتيال مقلقة للغاية وأنها عرضت حقوق مواطني الاتحاد للانتهاك.
- الولايات المتحدة: كشفت وثائق أمريكية نشرها موقع ويكيليكس يوم الثلاثاء 28 ديسمبر/كانون الأول أن شرطة دبي فكرت في التستر على موضوع الاغتيال. وأن الولايات المتحدة رفضت التعاون مع الشرطة الإماراتية لدى التحقيق في الاغتيال.[36][37]
- ألمانيا: رجحت ألمانيا تورط الموساد في القضية.[38] وطالبت إسرائيل بتفسير ظروف مقتل المبحوح.[39]
- فرنسا: أدان ساركوزي اغتيال المبحوح ذاكرا أنه ليس مبررا.
- النمسا: أعلنت أنها ستجري تحقيقا لكشف حقيقة استعمال الجناة لأرقام هواتف وجوالات نمساوية.[40] وكانت وسائل اعلام نمساوية قالت أن فيينا مثلت مركز القيادة في خضم العملية.
- إيران: قالت طهران أن الاغتيال يمثل إرهاب دولة من جانب إسرائيل.[41]
- مجلس التعاون الخليجي: أشاد المجلس على لسان أمينه عبد الرحمن بن حمد العطية بموقف الرئيس الفرنسي ووزراء الخارجية الأوروبيين من العملية، كما امتدح كفاءة شرطة دبي في التعامل مع القضية وأكد وقوف دول الخليج إلى صف الإمارات
- جامعة الدول العربية: أدانت القمة العربية عملية اغتيال المبحوح في اختتام أعمالها الأحد 28 مارس 2010 في مدينة سرت بليبيا وأكدت، في بيان منفصل عن البيان الختامي، أن «هذه الجريمة تمثل انتهاكاً لسيادة وأمن دولة الإمارات العربية المتحدة وللأعراف والقانون الدولي»، كما استنكرت «استغلال المزايا القنصلية التي منحت لرعايا الدول التي استخدمت جوازات سفرها في عملية الاغتيال». وأعربت عن «تأييدها لجهود دولة الإمارات كافة الرامية إلى أن يمثل هؤلاء المجرمين أمام العدالة»، مؤكدة أن «هذا العمل الإجرامي الإرهابي يتطلب تعاون كل الدول المعنية مع أجهزة الأمن في الإمارات للتصدي لهذه العصابة الإجرامية وملاحقتها ومحاسبتها في إطار الاتفاقات الدولية والقوانين التي يجب أن تسري على كافة الدول».[42]